# Jagdjahr
Das Jagdjahr weicht vom Kalenderjahr ab und umfasst den Zeitraum vom 1. April bis zum 31. März des Folgejahres. Der abweichende Beginn ist historisch bedingt und hängt mit Vegetations- und Wachstumsperioden in der Natur zusammen, die nicht im Winter, sondern im Frühling beginnen.

## Brauchtum
Entsprechend dem Wechsel des Jagdjahres wird grundsätzlich das Alter des Wildes bestimmt. So verwendet die Jägersprache für die Wildarten unterschiedliche Bezeichnungen, die den Altersstufen entsprechen. So wird ein im laufenden Jagdjahr geborenes Wildschwein als Frischling, ein Reh als Kitz und ein Stück Rotwild als Kalb bezeichnet. Im folgenden Jagdjahr werden sie zum Überläufer, zum Jährling oder Schmalreh, bzw. -tier. Auch für adulte Tiere gibt es genaue Bezeichnungen, aus denen der Jäger sofort das Alter erkennen kann.

## Jagdrecht
Die Abschusspläne orientieren sich ebenfalls am Jagd- und nicht am Kalenderjahr. Entsprechend wird die Jagdstatistik geführt, in der die Wildarten und  Abschusszahlen festgehalten werden.
Das Jagdjahr hat Bedeutung für die Erteilung eines Jahresjagdscheins, dessen Gültigkeitsdauer sich ebenfalls am Jagdjahr orientiert. Dessen längste Geltungsdauer sind drei Jahre (vgl. für Deutschland § 15 Abs. 1 Bundesjagdgesetz).
Laut BJagdG §11 sollen sich auch Beginn und Ende eines Jagdpachtvertrages nach dem Jagdjahr richten.